# سجل الأجزاء البيولوجية المعيارية
سجل الأجزاء البيولوجية المعيارية هو عبارة عن مجموعة من الأجزاء الوراثية التي تستخدم في تجميع الأنظمة والأجهزة في البيولوجيا التخليقية. وتم تأسيس هذا السجل من قبل معهد ماساتشوسش للتقنية في عام 2003. كما يحتوي هذا السجل على أكثر من 3400 جزء. ويشمل المتلقون لهذه الأجزاء الوراثية كلاً من المعامل الأكاديمية والعلماء المؤسسين ومجموعات الطلاب المشاركين في المنافسة السنوية للبيولوجيا التخليقية التابعة للمؤسسة العالمية للهندسة الوراثية.
يتطابق سجل الأجزاء البيولوجية المعيارية مع معايير بايوبريك الخاصة بمعايير الأجزاء الوراثية المتغيرة. وقد تم تطوير بايوبريك من قبل مجموعة من الباحثين المتطوعين من معهد ماساتشوستس للتقنية وجامعة هارفارد وجامعة كاليفورنيا، سان فرانسسكو. ويقدم هذا السجل أجزاء وراثية مع احتمالية مساهمة المستلمين لتلك الأجزاء بمعلومات وأجزاء جديدة تعمل على تحسين تلك الموارد. ويشتمل هذا السجل على فهارس الأجزاء البيولوجية والخدمات المقدمة التي تتضمن تجميع وتركيب الأجزاء البيولوجية والأنظمة والأجهزة.
ويقدم السجل أنواعًا عديدة من الأجزاء البيولوجية، تشتمل على الحمض النووي والبلازميدات والأعمدة الفقارية البلازمية والمَشْرَعات والمحفزات ومتتابعات ترميز البروتين وأحياز البروتين ومواقع بناء الريبوسومات والفواصل والوحدات الانتقالية ومنظمات الحمض الريبي وأجزاء التركيبية. وتحتوي أيضًا على أجهزة مثل مولدات ومختزلات وقَالِبَات ومستلمات ومرسلات البروتين وأجهزة القياس. وكانت الفكرة الأساسية المحفزة على تطوير السجل هي تطبيق الترتيب المجرد من خلال أسلوب التصنيف للأجزاء الوراثية.
يتلقى الباحثون في مجال السجل تمويلا خارجيًا عن طريق منح من مؤسسة العلوم الوطنية ووكالة داربا ومعاهد الصحة الوطنية الأمريكية.

## وصلات خارجية
- Registry of Standard Biological Parts نسخة محفوظة 7 مايو 2008 على موقع واي باك مشين.